# (100547) 1997 EQ35
(100547) 1997 EQ35 es un asteroide perteneciente al cinturón de asteroides, descubierto el 4 de marzo de 1997 por el equipo del Lincoln Near-Earth Asteroid Research desde el Laboratorio Lincoln, Socorro, Nuevo México.

## Designación y nombre
Designado provisionalmente como 1997 EQ35.

## Características orbitales
1997 EQ35 está situado a una distancia media del Sol de 2,384 ua, pudiendo alejarse hasta 2,659 ua y acercarse hasta 2,109 ua. Su excentricidad es 0,115 y la inclinación orbital 3,413 grados. Emplea 1344,71 días en completar una órbita alrededor del Sol.

## Características físicas
La magnitud absoluta de 1997 EQ35 es 16. Tiene 3,072 km de diámetro y su albedo se estima en 0,082.